# On Consignment 3
Série
On Consignment 2
(2009) On Consignment 4
(2012)
Pour plus de détails, voir Fiche technique et Distribution.
On Consignment 3 est un film érotique tchèque de 2010 réalisé par Daniela Kay d'après un scénario de Lloyd A. Simandl.

## Fiche technique
- Titre : On Consignment
- Réalisation : Daniela Kay (créditée comme Daniella K.)
- Scénario : Lloyd A. Simandl
- Montage : Sonia Nemecova
- Producteur : Lloyd A. Simandl, Anne Wallace
- Production : North American Pictures
- Musique : Chris Jones
- Pays :  République tchèque
- Langue : anglais
- Lieux de tournage : North American Pictures Studios, Barrandov Studios, Prague, République tchèque
- Durée : 90 minutes (1h30)
- Date de sortie : 17 octobre 2010

## Distribution
- Katerina Novotná : Madame
- Nikita Valentin : la femme (créditée comme Gabriela Luzova)
- Michaela Fichtnerova : la fille (créditée comme Lizzy Merova)
- Marie Veckova : la femme de chambre